# Cosme y Damián
Cosme y Damián (en árabe: قُزما ودميان‎, romanizado: Qozma wa Demyān; en griego: Κοσμᾶς καὶ Δαμιανός; en latín: Cosmas et Damianus) fueron dos hermanos médicos cristianos, célebres por su habilidad en el ejercicio de su profesión y por su costumbre de prestar servicios desinteresadamente. Los dos hermanos fueron torturados, quemados vivos y, como sobrevivieron, fueron decapitados por orden de Diocleciano hacia el año 300 d. C. La devoción a los dos hermanos fue una de las más extendidas a partir de la segunda mitad del siglo IV, en tanto que en el siglo siguiente Teodoreto de Ciro refiere noticias de su martirio y de su culto.
La festividad de Cosme y Damián que había sido el 27 de septiembre hasta 1969, se cambió al 26 de septiembre, porque el 27 de septiembre son los dies natalis de San Vicente de Paul. En Canadá se trasladó al 25 de septiembre (ya que el 26 de septiembre es la fiesta de los mártires canadienses en Canadá). Cosme significa en griego «adornado, bien presentado», y Damián significa «domador» (de δαμάζω, «domar»). Se los considera patronos de  los médicos en general (junto con Lucas el Evangelista) y de los cirujanos en particular, de los farmacéuticos (junto con Santiago el Mayor), y de los barberos (junto con Catalina de Alejandría y Martín de Porres). Para la Iglesia ortodoxa forman parte de los santos anárgiros.

## Historia
La tradición oral relata que ambos hermanos ejercieron siempre su profesión sin cobrar a los enfermos (eran ἀνάργυροι, anárgiros o enemigos del dinero). Naturales de Arabia, uno de sus milagros más conocidos fue el trasplante de una pierna a un enfermo, la pierna de un criado negro muerto poco antes. 
Los gemelos (según algunas fuentes), vivían en Égea, sobre la costa de la bahía de Alejandreta, en Cilicia. Fueron encarcelados y torturados por Lisias, el gobernador de Cilicia con beneplácito del emperador Diocleciano, sobre el año 300 d. C., sobreviviendo a todos los martirios por intervención divina hasta que sus verdugos decidieron separar las cabezas de sus troncos por medio de una espada, decapitándolos. Posteriormente quedaron sepultados en Cirrhus (Cirro), Siria, ciudad esta que llegó a ser el centro principal de su culto, donde se erigió asimismo una basílica en su honor. Posteriormente, su culto pasó a Roma y, más tarde, se propagó por toda la Iglesia. Capillas, iglesias y otros recintos religiosos dedicados a los patrones de la cirugía se encuentran repartidos por todo el orbe cristiano.
Se habla de milagros y curaciones maravillosas, obrados por los mártires después de su muerte y entre las personas distinguidas que atribuyeron su curación a los santos Cosme y Damián, figuró el emperador Justiniano I. A principios del siglo V, se levantaron en Constantinopla dos grandes iglesias en honor de los mártires. La basílica que el Papa Félix (526-530) erigió en honor de Cosme y Damián en el Foro Romano fue dedicada posiblemente el 27 de septiembre. Ese día se celebró la fiesta de Cosme y Damián hasta su traslado al 26 de septiembre en el nuevo calendario.

## La espada

El escudo de la ciudad de Essen, con la espada de San Cosme y San Damián.

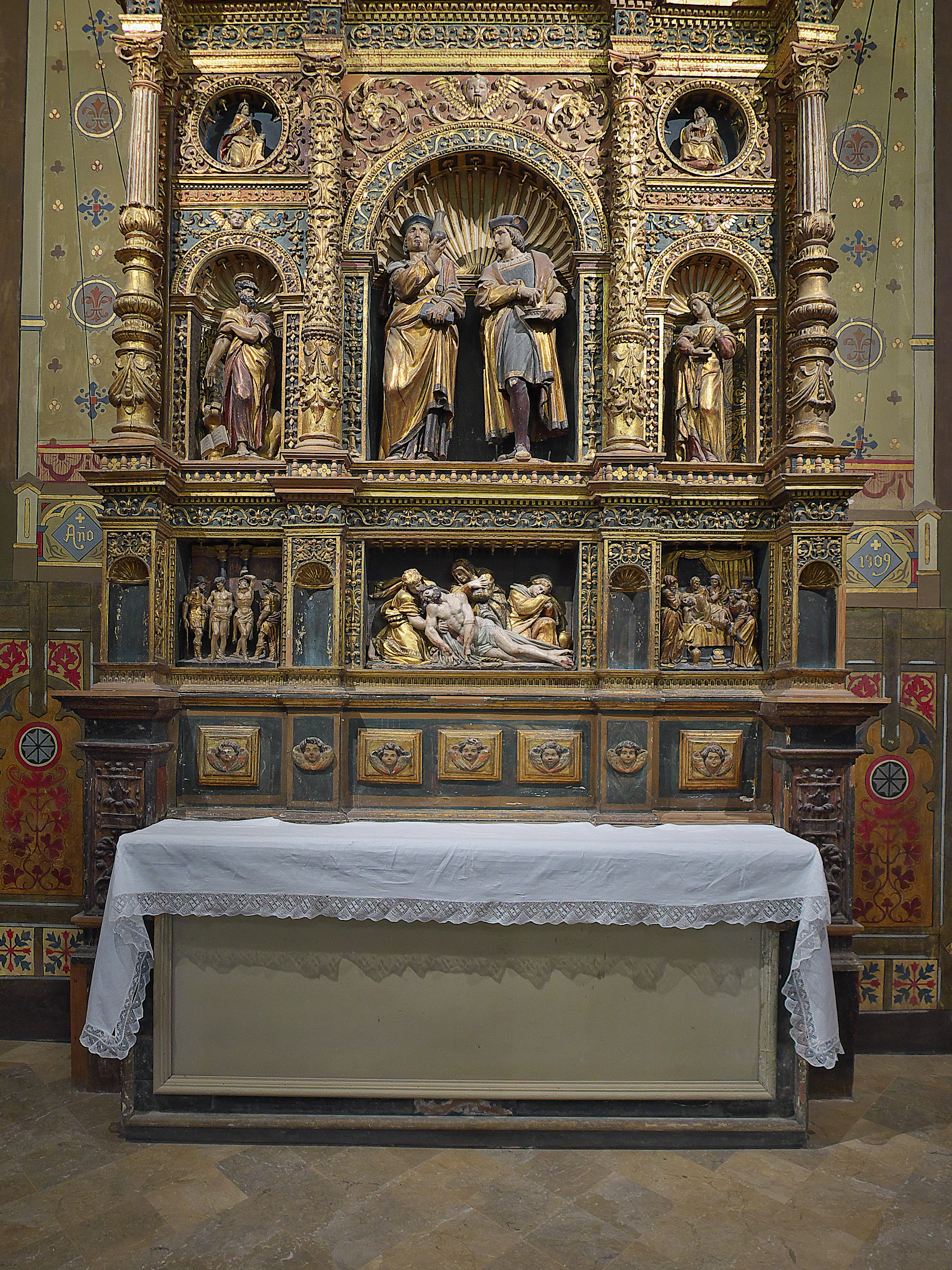
Iglesia de San Pedro (Teruel). Gabriel Yoly (1537).

La espada de la que la tradición aseguraba ser la que intervino en la decapitación de los mártires, conocida como espada de San Cosme y San Damián, o espada de Essen, fue originalmente un regalo al rey Otón III, en torno al año 914, y hoy se encuentra expuesta, dentro de su funda recamada de oro, en la cámara del tesoro de la catedral de Essen en Alemania. A finales del siglo XV aparecen en la ciudad las primeras manifestaciones documentadas del fervor religioso que el objeto despertaba, atribuido a la inscripción que rezaba en ella: Gladius cum quo decollati fuerunt nostri patroni (la espada con la que nuestros patronos fueron decapitados), así como a los ornamentos y figuras del gótico tardío que mostraba la banda que ciñe la vaina. La Relación de Reliquias de Essen, del 12 de julio de 1626, registra la espada con el número 55 como Gladius sanctorum Cosmae et Damiani. Como reliquia, fue llevada ceremonialmente en numerosas procesiones de aquella época.
La religiosidad que despierta la reliquia en la ciudad de Essen ha sido tal que, pese a la Reforma y los cambios políticos, la espada figura en el escudo de la ciudad desde 1473, año de la primera constancia documental de su presencia.